# Kloofwinterkoning
De kloofwinterkoning (Catherpes mexicanus) is een zangvogel uit de familie Troglodytidae (winterkoningen).

## Verspreiding en leefgebied
Deze soort telt 8 ondersoorten:
- C. m. griseus: zuidwestelijk Canada en de noordwestelijke Verenigde Staten.
- C. m. pallidior: de noordelijk-centrale en westelijk-centrale Verenigde Staten.
- C. m. conspersus: de zuidwestelijke Verenigde Staten en noordwestelijk Mexico.
- C. m. punctulatus: het oostelijke deel van Centraal-Californië.
- C. m. croizati: zuidelijk Baja California.
- C. m. mexicanus: centraal en zuidelijk Mexico.
- C. m. meliphonus: noordwestelijk Mexico.
- C. m. cantator: zuidwestelijk Mexico.